# Joseph Charles Arthur
Joseph Charles Arthur   (Lowville, 11 de gener de 1850 - Brook, 30 d'abril de 1942) va ser un botànic dels Estats Units, conegut principalment per les seves investigacions en els fongs urediniomicets. Va sere escollit membre de l'American Academy of Arts and Sciences el 1923.

## Biografia
Estudià a la Universitat Estatal de Iowa de 1872 a 1877, decidí dedicar-se a la botànica després de seguir un curs impartit Charles Edwin Bessey (1845-1915). A la Universitat de Johns Hopkins assistí a un curs de William Gilson Farlow (1844-1919). A Harvard conegué Asa Gray (1810-1888), John Merle Coulter (1851-1928) i Charles Reid Barnes (1858-1910). El 1886 es doctorà en Filosofia (Ph. D.) a la Universitat Cornell i l'any següen va ser professor de botànica a la Universitat Purdue. Estudià la mamlaltia del rovell.

## Llista parcial de publicacions
- 1886: amb John Merle Coulter i Charles Reid Barnes, Handbook of plant dissection[2] (Holt, New York).